# Vassil
Vassil Vieira Barbosa, meglio noto come Vassil (Barra Mansa, 19 novembre 1931 – 1989), è stato un calciatore brasiliano, di ruolo attaccante.

## Carriera

### Nazionale
Venne convocato dalla Nazionale brasiliana che partecipò ai Giochi olimpici di Helsinki, nel corso dei quali, tuttavia, non disputò neanche una partita.